# Юний Велдумниан
Юний Велдумниан (лат. Iunius Veldumnianus) — римский политический деятель и сенатор второй половины III века.

## Биография
Возможно, Велдумниан был родственником императора Требониана Галла.
Он идентифицируется с городским претором Юнием Велдумнианом (возможно, был его сыном), который посвятил алтарь Геркулесу Победителю на Палатинском холме. В 272 году Велдумниан занимал должность ординарного консула. Его коллегой был Тит Флавий Постумий Квиет.